# Delio Moreno Cantón
Delio Moreno Cantón (Valladolid, Yucatán, 1863-Ciudad de México, 1916) fue un abogado liberal, poeta, novelista y periodista mexicano. Fue varias veces contendiente al cargo de gobernador de Yucatán y en dos ocasiones fue despojado de su triunfo por fraude electoral cometido en su perjuicio.
Ejerció la profesión de periodista como propietario y director de la Revista de Mérida, que adquirió con financiamiento familiar en 1895. Este periódico fue el antecedente remoto del actual Diario de Yucatán.
Luchó políticamente contra el reeleccionismo imperante en la época, tanto a nivel del gobierno federal, como del gobierno estatal, y también, contra el porfiriato henequenero formado en Yucatán por la denominada casta divina, el grupo oligárquico encabezado por Olegario Molina Solís, quien fue secretario de Fomento en el gobierno de Porfirio Díaz.

## Formación
Desde muy pequeño demostró su vocación por las letras. Estudió inicialmente en el Liceo Hidalgo de la Ciudad de Valladolid, bajo la tutela pedagógica de los hermanos Rodolfo y Antonio Menéndez de la Peña, siendo el primero de los dos mentores de origen cubano quien le habría inculcado su vocación por la literatura y el periodismo.
Por las capacidades que demostró desde pequeño, sus padres decidieron enviarlo a completar sus estudios a la ciudad capital del estado, Mérida, Yucatán. Ahí estudió primero en el colegio católico de San Ildefonso para después completar sus estudios básicos en el colegio laico de Benito Ruz y Ruz, quien lo nombró prefecto y maestro aún antes de que Delio Moreno culminara sus estudios. Al concluir la preparatoria estudió la carrera de Derecho en la Escuela de Jurisprudencia de Mérida en donde se recibió como abogado el año de 1890.
Poco tiempo después ingresó a la política al adherirse a la campaña electoral de su tío Francisco Cantón Rosado en 1897, quien resultó gobernador del estado. Entre 1898 y 1902 fue director del Registro Civil y en tal carácter participó, durante el último año indicado, en la comisión para determinar los límites geográficos entre las estados de Campeche, Yucatán y Quintana Roo que acababa de ser creado por el gobierno porfirista, con el territorio oriental de la Península tomado del estado de Yucatán.

## Trayectoria pública
La gubernatura del general Francisco Cantón Rosado marcó un hito en la historia política de Yucatán porque forzó a la oligarquía a recurrir al consenso social para resolver sus contradicciones facciosas internas y eso, de alguna manera, fortaleció la influencia que la prensa ejercía sobre el conjunto social permitiendo canalizar gran parte del descontento que los grupos que no compartían el poder público y, en general, las clases más depauperadas. sentían hacia el estrecho grupo que detentaba el poder en Yucatán. De esto derivó que el periódico de Delio Moreno cobrara una mayor importancia en los procesos político electorales de Yucatán. Desde la Revista de Mérida se combatió activamente al gobierno de Olegario Molina que sucedió al de Francisco Cantón y esta presión aumentó cuando después, Molina buscó y obtuvo su reelección con el apoyo siempre omnímodo del dictador Porfirio Díaz.
Lo anterior provocó la reacción desde el gobierno y durante los años de 1906 y 1907, el periodista y poeta Delio Moreno Cantón enfrentó todo tipo de persecuciones y acoso político. Se le hicieron cargos penales por fraudes comerciales imaginarios y ante esto debió ceder la propiedad de su periódico que ya había alcanzado una considerable importancia. En 1907 Carlos R. Menéndez se hizo cargo de la Revista de Mérida.
Después de haberse reelegido Molina en el gobierno del estado y de que este hubiera atraído la atención de Porfirio Díaz, al punto de que lo nombrara su Secretario de Fomento, se designó para que asumiera la gubernatura de Yucatán a un hombre de paja que defendería los intereses oligárquicos: Enrique Muñoz Arístegui. 
En los comicios de 1909 este intenta permanecer en el poder haciéndose reelegir al cargo que detentaba desde la salida de Molina. Delio Moreno decide enfrentarlo en las urnas con el apoyo del Centro Electoral Independiente que aglutinaba a las fuerzas políticas descontentas con el molinismo (que sería denominada más tarde por el general Salvador Alvarado como la Casta Divina). Este partido intentó obtener el apoyo del dictador Díaz a fin de llevar al poder de Yucatán a Delio Moreno, sin lograrlo, ya que el presidente decidió continuar el apoyo que brindaba al molinismo, por conducto de su Secretario de Fomento, Muñoz Arístegui, que fue postulado por la Unión Democrática. Por otro lado, José María Pino Suárez, apoyado por el Partido Nacional Antirreeleccionista que representaba a la corriente maderista, sería el tercer candidato en estas elecciones. Mediante un fraude electoral evidente, el triunfo es otorgado a Muñoz Arístegui, iniciándose casi de inmediato una persecución política artera en contra de los dos candidatos perdedores, que los hace huir temporalmente del estado.
En junio de 1910 se acusa a Delio Moreno de ser el instigador del Plan de Dzelkoop que inició la rebelión de Valladolid, que habría tenido como finalidad la de que Moreno Cantón se hiciera del poder mediante un golpe apoyado por militares. 
En mayo de 1911 la situación política cambia radicalmente después de los Tratados de Ciudad Juárez, que provocan el derrocamiento de Díaz e, indirectamente, el exilio de Olegario Molina a Cuba. A fines de ese año se convoca a nuevas elecciones en Yucatán y, ya con Madero en la presidencia de México, deciden volverse a presentar a la lisa electoral los candidatos perdedores de la contienda anterior: Delio Moreno y Pino Suárez. Todo parecía indicar que Delio Moreno sería el triunfador, pero para sorpresa de los yucatecos el triunfo le fue adjudicado a José María Pino Suárez, fraudulentamente según algunos historiadores.
Poco tiempo después de las elecciones, Pino Suárez fue llamado por el presidente Madero para acompañarlo en la tarea gubernamental del país como vicepresidente. Así, Pino Suárez acudió al llamado que algunos meses después le costaría la vida. En su lugar, el Congreso de Yucatán nombró a Nicolás Cámara Vales, contra quien Delio Moreno se rebeló el mismo año de 1911, iniciando un movimiento infructuoso desde la población de Opichén.
Más tarde, habiendo ocurrido la Decena Trágica que culminó con el asesinato de Madero y Pino Suárez, Delio Moreno intentó volverse a presentar a una nueva contienda electoral para el período 1914 - 1918, mas el usurpador Victoriano Huerta lo impidió. En ese punto, Delio Moreno decidió retirarse de la política y del estado de Yucatán, trasladándose a la Ciudad de México para ejercer su profesión de periodista, falleciendo en 1916.

## Reconocimiento
- Existe con su nombre y en su homenaje un barrio en la ciudad de Mérida.

## Obra
Además de escribir en diversos periódicos y revistas , escribió varias obras de teatro:
- El billete
- Detrás de la farándula
- Levantar la tienda
- Nido de balcón

Publicó también dos novelas:
- El último esfuerzo
- El sargento primero

Entre su obras poéticas sobresalen:
- La flauta china
- Oda a Colón
- El gobierno constitucionalista de Salvador Alvarado en Yucatán publicó, de manera póstuma, en 1916, un libro de versos de Delio Moreno, como homenaje al autor.